# Provincia de Papúa Central
Papúa Central, oficialmente Provincia de Papúa Central (en indonesio: Provinsi Papua Tengah), es una provincia indonesia situada en la región central de Nueva Guinea Occidental, creada formalmente el 11 de noviembre de 2022 a partir de las antiguas ocho regencias occidentales de la provincia de Papúa. Tiene una superficie de 66.130,49 km2 y una población estimada de alrededor de 1.409.000 habitantes a mediados de 2021. Limita al oeste con las provincias indonesias de Papúa Occidental, al norte con Papúa residual y al este con Alta Papúa y Papúa Meridional. La capital administrativa designada, Nabire, es la segunda ciudad más grande de Papúa Central (después de Timika), el centro económico de la provincia y la sede del gobierno provincial de Papúa Central.
La frontera provincial sigue aproximadamente la región cultural de Mee Pago y partes de Saireri.

## Historia
Tras la aprobación del proyecto de ley para la creación de la provincia el 30 de junio de 2022, la controversia sobre la capital de la nueva provincia dio lugar a manifestaciones masivas en Timika. Los residentes de la ciudad argumentaron que la capital de la provincia debería estar en Timika en lugar de Nabire, debido a la contribución de Timika a la economía de la provincia a través de la presencia de Freeport-McMoRan en su regencia.
Los manifestantes también argumentaron que los últimos 20 años de esfuerzo de los locales para apoyar la creación de la provincia de Papúa Central siempre fue con Timika como capital y no con Nabire. Los manifestantes también amenazaron con cerrar la mina de Freeport por la fuerza si no se escuchaba su demanda de ser la capital de la nueva provincia. Sin embargo, las figuras de Nabire argumentaron que Nabire es más adecuada como capital porque está libre de la intervención de la empresa minera en su desarrollo y también por el hecho de que Nabire tiene un mayor porcentaje de nativos de Papúa en su población en comparación con Timika. Además, seis regencias de las ocho de la región, Nabire, Dogiyai, Deiyai, Paniai, Intan Jaya y Puncak Jaya, prefieren Nabire como capital porque tiene un acceso por carretera más fácil.
El conflicto social entre los residentes de Nabire y Timika respecto a la posición de la nueva capital provincial fue descrito por la Revda. Dora Balubun, representante del sínodo regional de GKI Papúa, como un peligroso efecto secundario de la creación de la nueva provincia. En apoyo a la creación de la nueva provincia, la tribu wate concedió al gobierno 75 hectáreas de terreno para la construcción de edificios gubernamentales.

## Demografía

### Grupos étnicos
Nabire está habitada por tribus costeras pertenecientes al territorio consuetudinario de Saireri, como Yaur, Wate, Mora, Umari, Napan y Yerisiam, así como las tribus de las zonas montañosas que se incluyen en el territorio consuetudinario de Mee Pago, a saber, Mee y Auye. La parte central de Papúa Central son las montañas Jayawijaya, habitadas por tribus como los Mee, Moni y Amungme, que aún mantienen su vida tradicional, mientras que la parte meridional de Papúa Central es la regencia de Mimika, en forma de tierras pantanosas, y la mayoría está habitada por Kamoro.

## Política

### Divisiones administrativas
La zona que ahora constituye Papúa Central estaba compuesta originalmente por cuatro regencias: Mimica, Nabire, Paniai y Puncak Jaya. El 4 de enero de 2008 se crearon dos nuevas regencias: Dogiyai, de una parte de la regencia de Nabire, y Puncak, de una parte de la regencia de Puncak Jaya. El 29 de octubre de 2008 se crearon otras dos provincias: Deiyai e Intan Jaya, ambas a partir de partes de la regencia de Paniai. La nueva provincia comprende ocho regencias (y ninguna ciudad administrativa), enumeradas a continuación con sus áreas y sus poblaciones en el censo de 2020 y según las estimaciones oficiales a mediados de 2021. La tabla también incluye las capitales de las regencias y una lista de los distritos (kecamatan) dentro de cada regencia.
| Regencia | Regencia                | Capital   | Distritos | Área en km2 | Población Censo de 2020 | Población esstimada 2021 | IDH (2020)    |
| -------- | ----------------------- | --------- | --- | ----------- | ----------------------- | ------------------------ | ------------- |
| 1        | Regencia de Deiyai      | Waghete   | Bowobado, Kapiraya, Tigi (Waghete), Tigi Barat, Tigi Timur | 1,012.67    | 99,091                  | 100,466                  | 0.495 (Bajo)  |
| 2        | Regencia de Dogiyai     | Kigamani  | Dogiyai, Kamu (Kigimani), Kamu Selatan, Kamu Timur, Kamu Utara, Mapia, Mapia Barat, Mapia Tengah, Piyaiye, Sukikai Selatan | 7,052.92    | 116,206                 | 117,808                  | 0.548 (Bajo)  |
| 3        | Regencia de Intan Jaya  | Sugapa    | Agisiga, Biandoga, Hitadipa, Homeyo, Sugapa, Tomosiga, Ugimba, Wandai | 3,922.02    | 135,043                 | 136,916                  | 0.478 (Bajo)  |
| 4        | Regencia de Mimika      | Timika    | Agimuga, Alama, Amar, Hoya, Iwaka, Jila, Jita, Kuala Kencana, Kwamki Narama, Mimika Barat, Mimika Barat Jauh, Mimika Barat Tengah, Mimika Baru (Timika), Mimika Tengah, Mimika Timur, Mimika Timur Jauh, Tembagapura, Wania                  | 21,693.51   | 311,969                 | 316,295                  | 0.742 (Alto)  |
| 5        | Regencia de Nabire      | Nabire    | Dipa, Makimi, Menou, Moora, Nabire, Nabire Barat, Napan, Siriwo, Teluk Kimi, Teluk Umar, Uwapa, Wanggar, Wapoga, Yaro, Yaur | 12,010.65   | 169,136                 | 170,914                  | 0.688 (Medio) |
| 6        | Regencia de Paniai      | Enarotali | Aradide, Aweida, Baya Biru, Bibida, Bogabaida, Deiyai Miyo, Dogomo, Dumadama, Ekadide, Kebo, Muye, Nakama, Paniai Barat, Paniai Timur (Enarotali), Pugo Dagi, Siriwo, Teluk Deya, Topiyai, Wegee Bino, Wegee Muka, Yagai, Yatamo, Youtadi    | 6,525.25    | 220,410                 | 223,467                  | 0.563 (Medio) |
| 7        | Regencia de Puncak      | Ilaga     | Agandugume, Amungkalpia, Beoga, Beoga Barat, Beoga Timur, Bina, Dervos, Doufo, Erelmakawia, Gome, Gome Utara, Ilaga, Ilaga Utara, Kembru, Lambewi, Mabugi, Mage'abume, Ogamanim, Omukia, Oneri, Pogoma, Sinak, Sinak Barat, Wangbe, Yugumuak | 7,396.47    | 114,741                 | 115,474                  | 0.430 (Bajo)  |
| 8        | Regencia de Puncak Jaya | Mulia     | Dagai, Dokome, Fawi, Gubume, Gurage, Ilamburawi, Ilu, Irimuli, Kalome, Kiyage, Lumo, Mewoluk, Molanikime, Muara, Mulia, Nioga, Nume, Pagaleme, Taganombak, Tingginambut, Torere, Waegi, Wanwi, Yambi, Yamo, Yamoneri                         | 6,515.00    | 224,527                 | 227,641                  | 0.484 (Bajo)  |
| Totales  | Totales                 | Totales   | Totales | 66,130.49   | 1,391,123               | 1,408,981                |               |